# Комплекс споруд церкви Святого Іллі Пророка

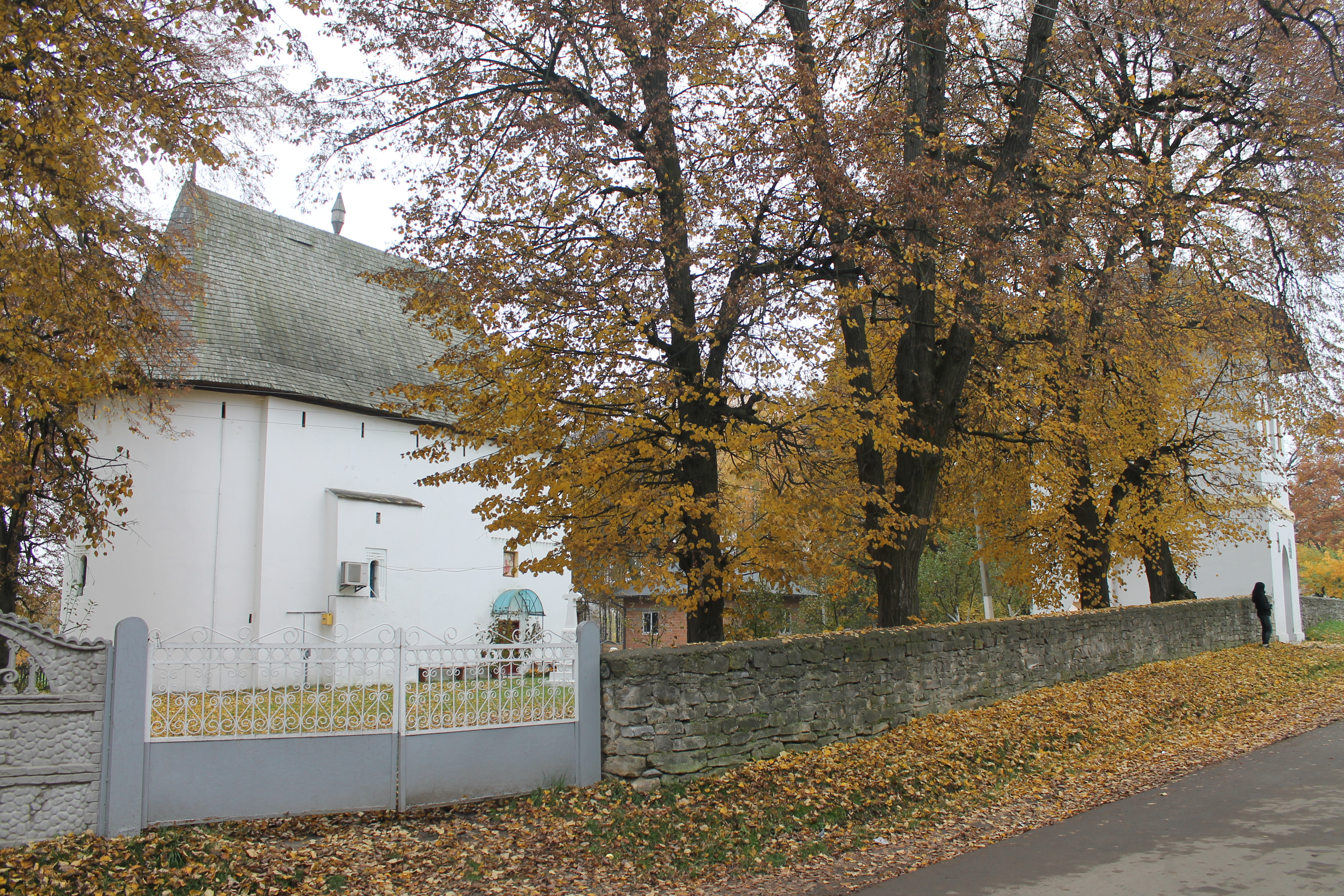

Комплекс споруд церкви Святого Іллі Пророка — пам'ятка культурної спадщини України у селі Топорівці Новоселицького району Чернівецької області. Датується 1560 роком. Охоронний номер 806/0. Церква зведена на кошти місцевого поміщика Мирона Барновського-Могили. Фундатор храму за легендою похований на церковному подвір'ї, де збереглися старі кам'яні хрести.
До складу комплексу входять:
- церква Святого Іллі Пророка (охоронний номер 806/1)
- дзвіниця (охоронний номер 806/2)
- огорожа (охоронний номер 806/3)

Є пам'яткою, що не підлягає приватизації.

## Галерея

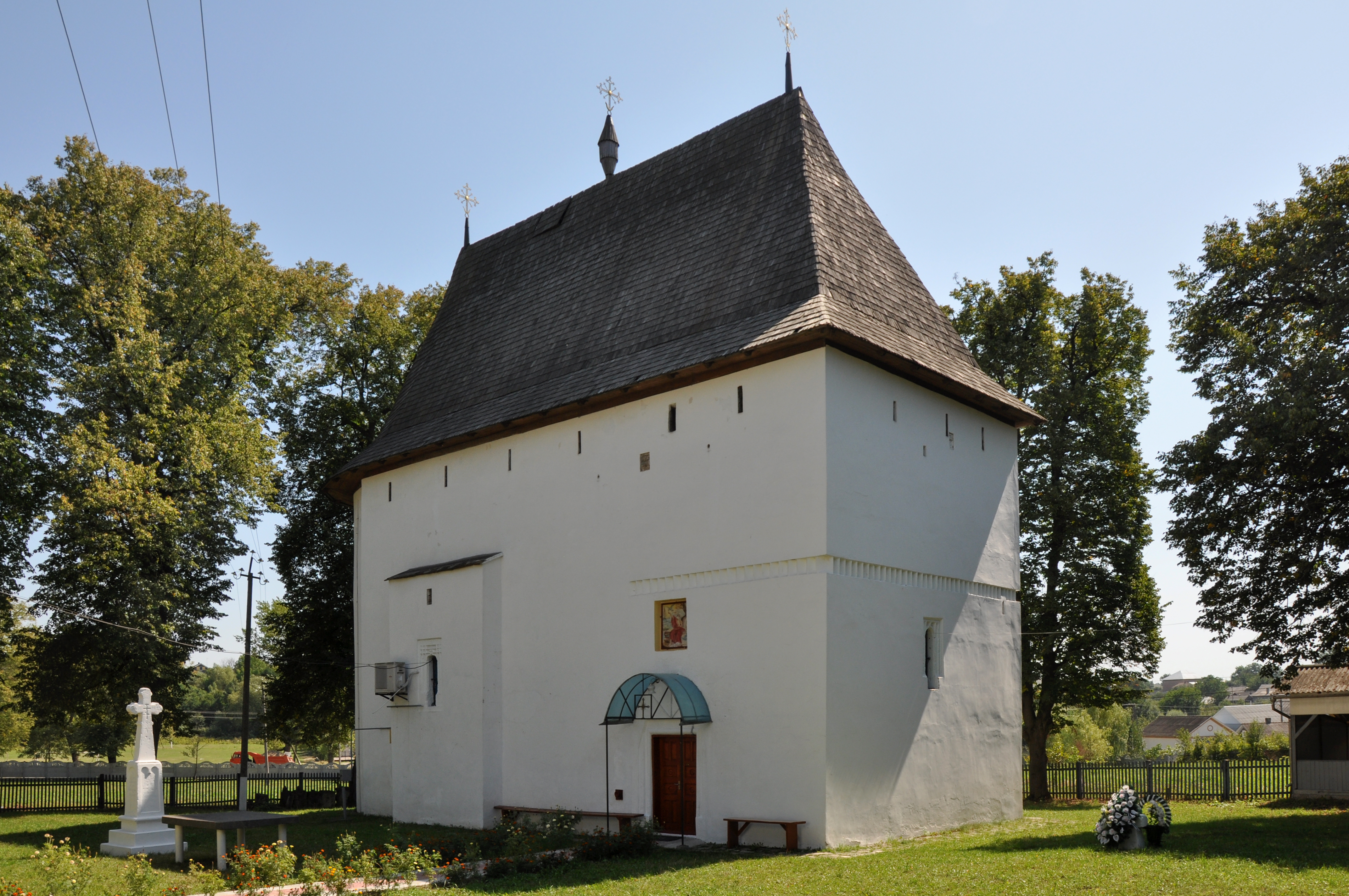
Церква святого Іллі
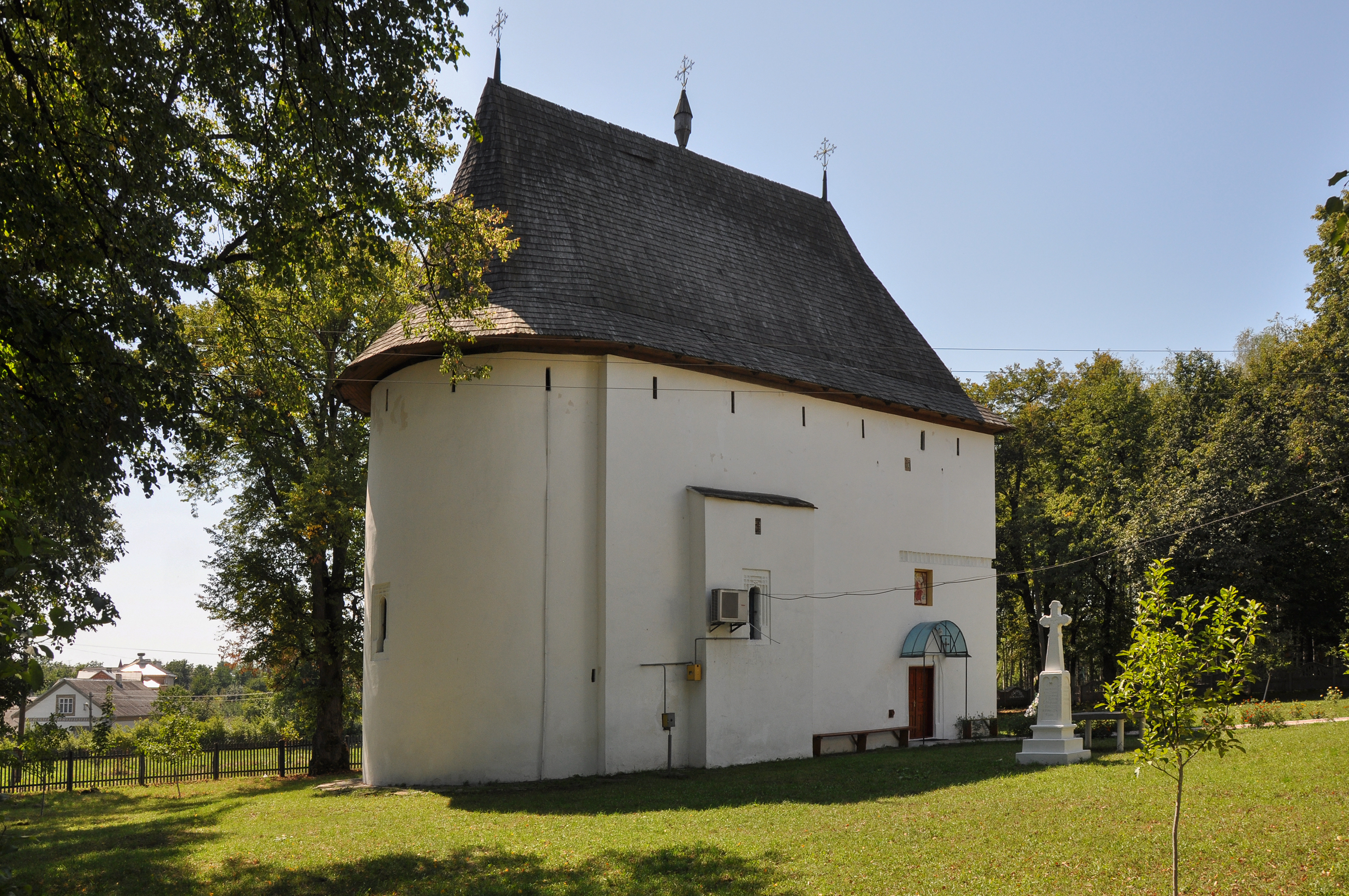
Церква святого Іллі
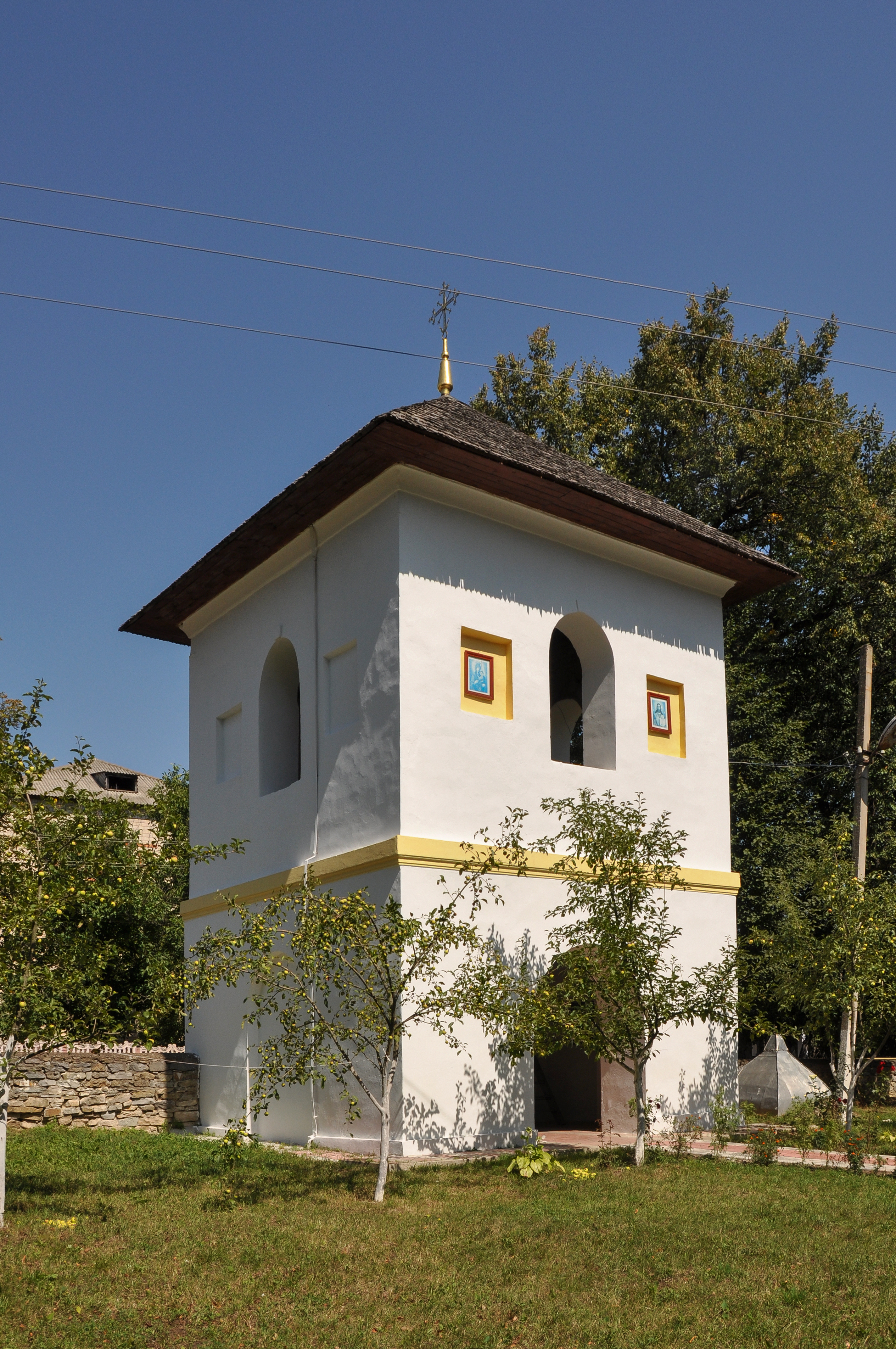
Дзвіниця церкви святого Іллі
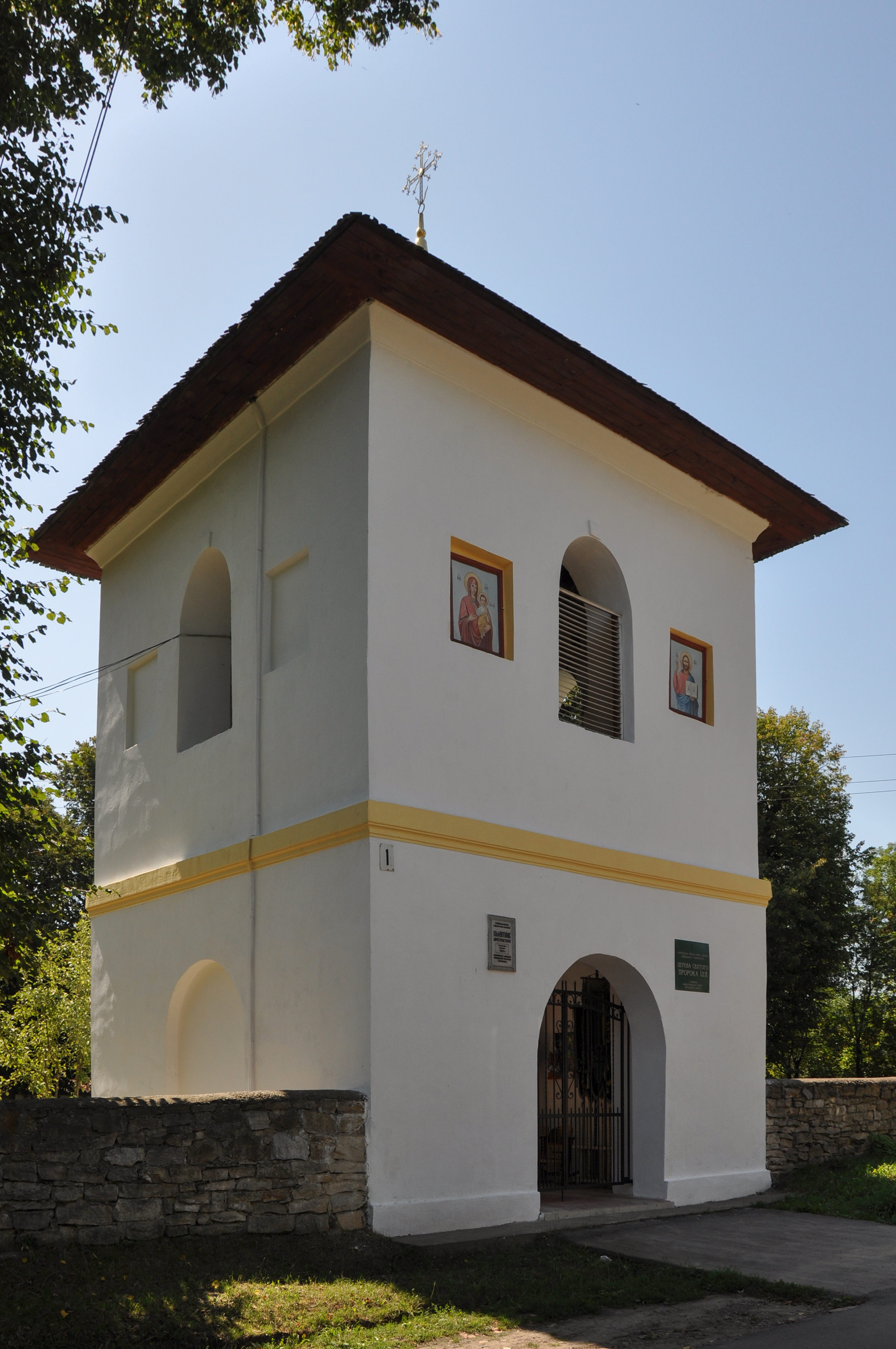
Дзвіниця церкви святого Іллі